# Georges Klein de Kleinenberg
Georges Charles Benjamin Klein de Kleinenberg est un général de cavalerie français, qui a participé aux guerres de la Révolution, de l'Empire, à l'expédition d'Espagne en 1823 et à l'intervention en Belgique en 1831. 
Issu d'une ancienne maison allemande, il est le fils de Jean-Georges Klein de Kleinenberg, colonel à la suite du régiment des hussards d'Eterhazy et de Catherine Cléophé de Langenhagen. Il est né le 6 septembre 1781 à Fortschwihr (Haut-Rhin). 
Marié le 14 février 1821 avec Marie-Hortense Hoener, il est décédé à Saint-Germain-en-Laye (Yvelines), le 9 janvier 1856.

## Biographie

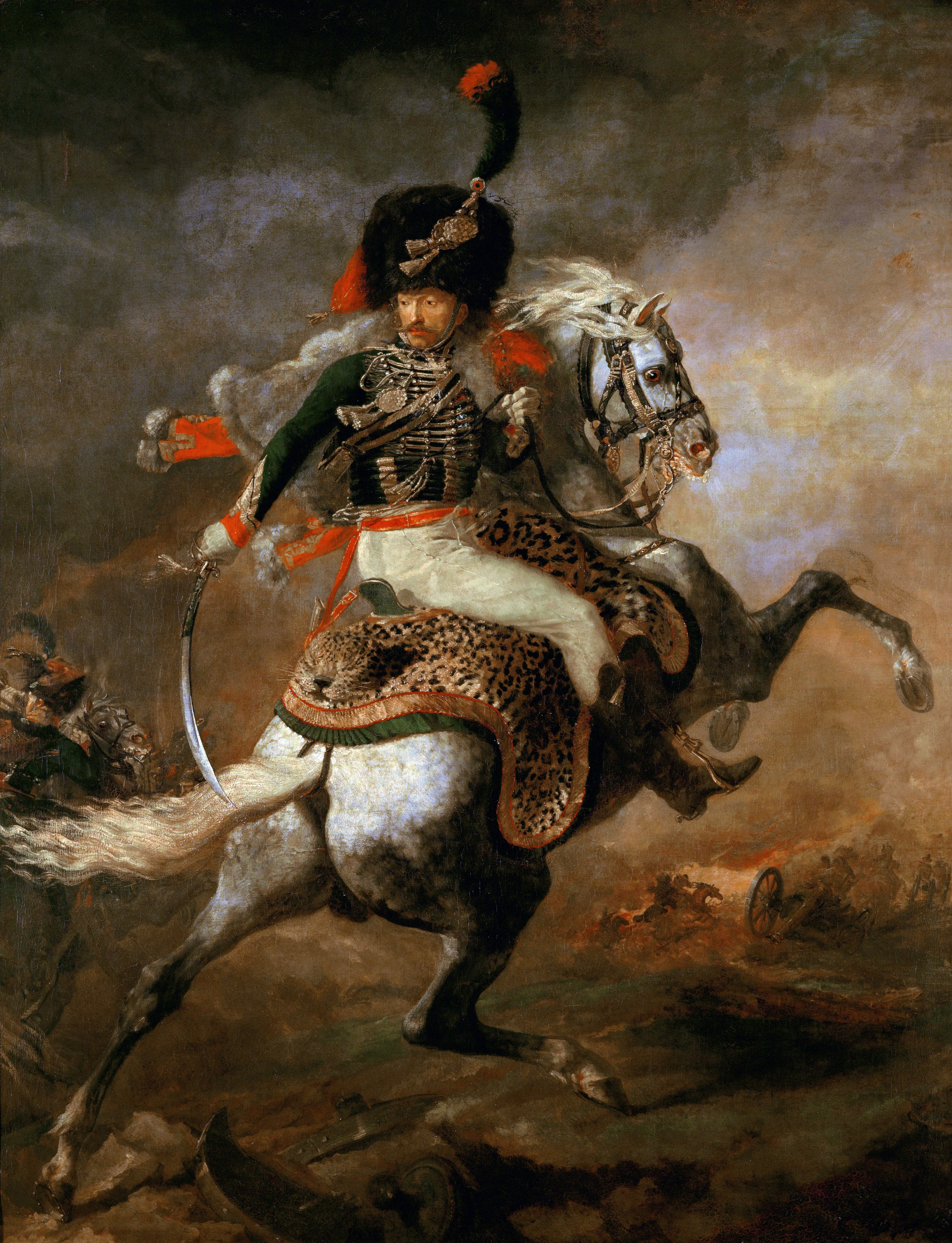
En 1811, Kleinenberg intègre le prestigieux régiment des chasseurs à cheval de la Garde impériale (peinture de Théodore Géricault, 1812).

### Carrière sous la Révolution et l'Empire
Entré au 3e régiment de hussards le 22 août 1796, avant même d'avoir 16 ans, ses services furent réellement pris en compte à partir du 6 septembre 1797 (20 fructidor an 5). Brigadier le 29 mai 1799 et maréchal des logis le 20 avril 1800, il fit les campagnes de Hollande entre 1796 et 1798 avant de passer à l'armée du Rhin (1799-1800), puis à l'Armée des côtes de l'Océan (1803-1805). Avec le 3e hussards il prit part aux combats de la Grande Armée de 1805 à 1807. Sous-lieutenant le 26 août 1806, il est blessé de cinq coups de lance à la tête à la bataille de Hoff (5 février 1807) et d'un coup de feu au genou droit le 14 juin 1807 à la bataille de Friedland.
Toujours avec le 3e hussards, il passe en Espagne dès 1808 : nommé lieutenant le 17 août 1809, il participe aux opérations au Portugal avant d'être nommé capitaine le 12 septembre 1811. En décembre, il entre comme lieutenant (rang de capitaine) au régiment de chasseurs à cheval de la Garde impériale (6 décembre 1811). Après la campagne de Russie, il est nommé capitaine (avec rang de chef d'escadron) et participe avec les chasseurs à cheval de la Garde aux campagnes de Saxe (1813) et de France (1814). À la bataille de Waterloo, le 18 juin 1815, il capture un drapeau de la King's German Legion, avant d'avoir son cheval tué sous lui.

### La Restauration
Licencié avec le régiment des chasseurs à cheval de la Garde impériale le 6 décembre 1815, il est nommé chef d'escadron au 3e régiment de hussards (hussards de la Moselle) le 18 avril 1816, puis lieutenant-colonel au même régiment le 30 juillet 1823. Pendant la campagne d'Espagne de 1823, au combat de Tramaced le 8 octobre, il tua de sa main un officier supérieur au centre de son escadron (cité à l'ordre de la brigade). Il participe avec son régiment au siège de Lérida et reste en Espagne jusqu'en 1824. Après la Révolution de 1830, il fut nommé colonel du 14e régiment de chasseurs à cheval le 11 septembre 1830, mais en fait 4 jours après, il prit réellement le commandement du 5e régiment de hussards le 15 septembre 1830. Avec ce régiment, il participe aux opérations en Belgique en 1831 et 1832. Nommé maréchal de camp (général de brigade) le 16 novembre 1840, il commande le département de la Marne le 2 janvier 1841, puis celui du Jura le 2 juin 1843, avant d'être classé dans la section de réserve le 7 septembre 1843. Il fit valoir ses droits à la retraite le 30 mai 1848.

## Décorations
- chevalier de la légion d'honneur, le 1er octobre 1807
- officier de la légion d'honneur, le 27 février 1814
- commandeur de la légion d'honneur, le 4 juin 1834
- chevalier de Saint Louis, le 17 décembre 1814
- chevalier de 2e classe de l'ordre de St Ferdinand (Espagne), le 18 novembre 1823

## Source
- Registre des officiers du 5e Hussards, 2 Yb 2429, SHD, Vincennes